# Giulio Platone
Giulio Platone (Roma, 30 maggio 1932 – Roma, 5 luglio 2003) è stato un attore e doppiatore italiano.

## Filmografia parziale

### Cinema
- Le motorizzate, regia di Marino Girolami (1963)
- I complessi, regia di Luigi Filippo D'Amico (1965)
- La notte pazza del conigliaccio, regia di Alfredo Angeli (1967)

### Televisione
- La famiglia Benvenuti (1968-1969)
- Le inchieste del commissario Maigret, episodio Il ladro solitario (1972)
- Finestre sul Po-Don Cavagna
- Qui squadra mobile (1973)
- Qui squadra mobile, seconda serie (1976)
- La gatta (1978)
- La vedova e il piedipiatti (1979)

## Doppiaggio

### Film
- Bradford Dillman in Coraggio... fatti ammazzare
- Joel Grey in Buffalo Bill e gli indiani
- Brad Dourif in La bambola assassina 2
- John Hurt in Osterman Weekend
- Richard Ladenburg in La casa 4
- Claude Earl Jones in Re-Animator 2
- Sihung Lung in Mangiare bere uomo donna
- Roshan Seth in Mississippi Masala
- Anatoli Shvedersky in Moloch
- Niu Ben in Vivere!
- Robert Walsh in Cry Baby
- Barry Otto in Ballroom - Gara di ballo
- Roy Dotrice in Amadeus

### Televisione
- Ron Smith in Xena - Principessa guerriera
- Clifton Jones in Spazio 1999
- Walter Schultheib in Ciao, dottore!
- Armin Shimerman in Star Trek Deep Space Nine
- Efrem Zimbalist Jr. e Henry Darrow in Zorro
- John Cullum in Un medico tra gli orsi
- Horst Pinnow in Il commissario Quandt

### Animazione
- Alfred Pennyworth in Batman: La maschera del Fantasma
- Il baro in Lucky Luke - La ballata dei Dalton
- Anike, Ministro Dulles e narratore in Daikengo, il guardiano dello spazio
- Litz e voce narrante in God Sigma